# Cathédrale Sainte-Anne de Gagnoa
Cette  cathédrale n’est pas la seule cathédrale Sainte-Anne.
La cathédrale Sainte-Anne de Gagnoa est le siège de l'archidiocèse de Gagnoa en Côte d'Ivoire.
Elle devient cathédrale le 3 février 1957 après avoir été église paroissiale. 
Mgr Barthélémy Djabla y a été inhumé en 2008.